# Thaddeus Ma Daqin
Thaddeus Ma Daqin, en chinois simplifié 马达钦, en chinois traditionnel 馬達欽, né en 1968, est un évêque catholique chinois, évêque auxiliaire du diocèse de Shanghai depuis 2012. Prisonnier d'opinion, il est considéré comme dissident du régime chinois.

## Biographie

### Prêtre
Après avoir suivi ses études en vue de la prêtrise au séminaire de She Shan, accolé à la basilique de She Shan, il est ordonné prêtre en 1994 pour le diocèse de Shanghai. Il fut par la suite curé de la paroisse Notre-Dame-de-Lourdes dans le doyenné de Pudong, et à partir du 16 décembre 2011, par nomination de l'évêque Aloysius Jin Luxian, vicaire général du diocèse.

### Évêque
Le 30 mai 2012, il est nommé évêque coadjuteur de Shanghai par l'association catholique patriotique de Chine non reconnue par Rome, mais, selon la politique d'apaisement voulue par le Saint-Siège, il obtient rapidement après cette date l'accord du pape Benoît XVI à sa consécration épiscopale. Mais le diocèse de Shanghai disposant déjà d'un coadjuteur en la personne de Mgr. Jin, il est au regard du Vatican évêque auxiliaire de Shanghai. Il est consacré évêque le 7 juillet 2012 en la cathédrale Saint-Ignace de Shanghai en présence de quatre-vingt-cinq prêtres et six évêques, dont un hors de la communion avec Rome.
Lors de cette cérémonie, il déclare: À la lumière de ce que nous a enseigné notre sainte mère l’Église, que je sers désormais en tant qu’évêque, il me faudra consacrer toute mon énergie au ministère épiscopal et au travail d’évangélisation. Il est donc gênant pour moi de continuer d’assumer certaines responsabilités. C'est pourquoi, à partir de ce moment de mon ordination, il n'est désormais plus souhaitable pour moi d'être membre de l'Association patriotique., Les fidèles présents réagissent à cette annonce par des applaudissements, tandis que les représentants du parti communiste chinois et de l'association catholique patriotique quittent précipitamment le sanctuaire.
Immédiatement après la cérémonie, Mgr Ma a été assigné à résidence au séminaire de She Shan, empêché de porter les attributs de sa charge (mitre, crosse, croix pectorale), et de concélébrer la messe avec d'autres prêtres. Le 11 décembre 2012, l'association catholique patriotique de Chine l'a destitué de ses fonctions épiscopales.
Bien entendu, comme le souligne Mgr Savio Hon Tai-fai, cette révocation n'a aucun effet, les « Conférences épiscopales » (et a fortiori une association patriotique, formée par l'État communiste chinois)  n’ayant pas le pouvoir de nommer ou d’approuver un évêque.